# Glochidion beguinii
Glochidion beguinii är en emblikaväxtart som beskrevs av Airy Shaw. Glochidion beguinii ingår i släktet Glochidion och familjen emblikaväxter. Inga underarter finns listade i Catalogue of Life.